# La Sierrita, Guerrero
La Sierrita är en ort i Mexiko.   Den ligger i kommunen Acapulco de Juárez och delstaten Guerrero, i den södra delen av landet, 270 km söder om huvudstaden Mexico City. La Sierrita ligger 571 meter över havet och antalet invånare är 335.
Terrängen runt La Sierrita är kuperad, och sluttar söderut. Runt La Sierrita är det tätbefolkat, med 397 invånare per kvadratkilometer. Närmaste större samhälle är Xaltianguis, 5,4 km nordost om La Sierrita. Omgivningarna runt La Sierrita är en mosaik av jordbruksmark och naturlig växtlighet.